# Thiry Imréné
Thiry Imréné (1930. december 27. – Budapest, 2018. január 3.) magyar matematikatanár.

## Életútja
1953-ban szerzett matematika-fizika szakos diplomát az ELTE Természettudományi Karán. 1956-tól a Fővárosi Fazekas Mihály Gimnázium tanára volt. A tanítás mellett módszertani cikkeket írt és szakkönyveket lektorált. Részt vett a speciális matematika tanterv elkészítésében. 1995-ben megkapta a Bolyai János Matematikai Társulat Beke Manó-emlékdíját, 2006-ban Rátz Tanár Úr-életműdíjban részesült.
Temetése 2018. január 25-én volt a Farkasréti temetőben.

## Ismertebb diákjai
- Farkas Ádám (közgazdász)
- Waszlavik László

## Díjai
- Beke Manó-emlékdíj (1995)
- Rátz Tanár Úr-életműdíj (2006)